# Dance (A$$)
Pour les articles homonymes, voir Dance (homonymie).
Singles de Big Sean
Lay It on Me
(2011) Mercy
(2012)
Singles par Nicki Minaj
Make Me Proud
(2011) Turn Me On
(2012)
Dance (A$$) est une chanson du rappeur américain Big Sean sortie le 20 septembre 2011 sous les labels G.O.O.D. et Def Jam. Troisième single extrait de l'album Finally Famous, le remix officiel en featuring avec la rappeuse Nicki Minaj sort le 4 octobre 2011. La chanson a été écrite par S. Anderson et produite par Da Internz, L. McGee. Le single est certifié disque d'or par le Recording Industry Association of America, avec 500 000 exemplaires vendus aux États-Unis.

## Classement par pays
| Classement (2011-2012)                       | Meilleure position |
| -------------------------------------------- | ------------------ |
| Canada (Canadian Hot 100)                    | 69                 |
| États-Unis Billboard Hot 100                 | 10                 |
| États-Unis Hot R&B/Hip-Hop Songs (Billboard) | 3                  |
| États-Unis Rap Songs (Billboard)             | 2                  |
| États-Unis Pop Songs (Billboard)             | 27                 |

### Certifications
| Pays            | Certifications |
| --------------- | -------------- |
| États-Unis RIAA | Or             |

## Historique de sortie
| Pays       | Date              | Format                  | Label                   | Version                             |
| ---------- | ----------------- | ----------------------- | ----------------------- | ----------------------------------- |
| États-Unis | 20 septembre 2011 | Urban contemporary      | G.O.O.D. Music, Def Jam | Album version                       |
| États-Unis | 18 octobre 2011   | Urban contemporary      | G.O.O.D. Music, Def Jam | Remix version featuring Nicki Minaj |
| États-Unis | 24 octobre 2011   | Téléchargement digital  | G.O.O.D. Music, Def Jam | Remix version featuring Nicki Minaj |
| États-Unis | 25 octobre 2011   | Rhythmic radio          | G.O.O.D. Music, Def Jam | Remix version featuring Nicki Minaj |
| États-Unis | 10 janvier 2012   | Top 40/Mainstream radio | G.O.O.D. Music, Def Jam | Remix version featuring Nicki Minaj |